# Pellegrino Rossi
Pellegrino Rossi (13 de juliol de 1787 - 15 de novembre de 1848) va ser un economista, polític i jurista italià. Va ser una figura important de la Monarquia de juliol a França i el ministre de Justícia al govern dels Estats Pontificis, sota el papa Pius IX.

## Biografia
Rossi va néixer a Carrara, aleshores sota el Ducat de Massa i Carrara. Format en la Universitat de Pisa i de la Universitat de Bolonya, es va convertir en professor de dret d'aquest últim en 1812. En 1815 va donar el seu suport a Joachim Murat i la seva expedició napolitana anti-austríaca: després de la caiguda d'aquest últim, va escapar a França, i després es dirigí a Ginebra, on començà a ensenyar un curs de jurisprudència aplicat al dret romà, l'èxit de la qual li guanyà l'insòlit honor de la naturalització com a ciutadà de Ginebra. El 1820 fou elegit diputat al consell cantonal i fou membre de la dieta de 1832; A Rossi se li va encarregar la tasca de redactar una constitució revisada, coneguda com el Pacte Rossi. La majoria de la dieta va ser rebutjada, resultat que va afectar profundament Rossi, i el va fer acceptar la invitació de François Guizot per establir-se a França.
Aquí fou designat el 1833 a la presidència d'economia política del Collège de France, vacant per la mort de Jean-Baptiste Say. Es naturalitzà com a ciutadà francès el 1834 i el mateix any esdevingué professor de dret constitucional a la facultat de dret de la Universitat de París. El 1836 va ser elegit membre de l'Acadèmia de Ciències Polítiques i Morals, va ser elevat a parell de França el 1839 i el 1843 va passar a ser degà de la facultat de dret.
El 1842, Rossi i el comte Ferdinand-Charles-Philippe d'Esterno (1805–83) van organitzar les primeres reunions del que es convertiria en la Société d'économie politique.
El 1845, Guizot va nomenar Rossi ambaixador de França als Estats Pontificis, amb una missió específica per discutir la qüestió dels jesuïtes. No obstant això, la Revolució francesa de 1848 va anul·lar el règim de Guizot i la revolució a Itàlia va frenar totalment la connexió de Rossi amb França. Rossi va romandre així a Roma i es va convertir en ministre de l'Interior sota Pius IX. Tanmateix, el programa de reformes liberals de Rossi no es va enlairar mai, ja que la seva marca de liberalisme moderat, en què el sufragi es limitava a la benestar i les pertorbacions econòmiques i socials creades per la industrialització van resultar desatès. [2]
El seu assassinat va tenir lloc a l'escala de l'obertura del Parlament, al Palazzo della Cancelleria, el 15 de novembre de 1848, per una ferida al coll. Aquesta va ser una de les causes de la fugida de Roma del papa Pius IX i el començament de la sèrie d'esdeveniments que van provocar la proclamació de la República romana.
Es va dir que l'assassí era Luigi Brunetti, el fill gran d'Angelo Brunetti (o Ciceruacchio), que va actuar per instància de Pietro Sterbini, i amb la col·laboració d'alguns veterans o reductors del conflicte a Llombardia. Després de l'assassinat, el senat es va ajornar sense gaire pena, i poca atenció a la víctima de l'assassinat. Aquella nit, les multituds a la casa de la vídua de Rossi van cantar Beata la mà que va apunyalar a Rossi. Sterbini va continuar a tenir un paper destacat a la República romana el 1849, però va fugir a l'exili després de la seva caiguda, fins al 1861. [3] En un judici celebrat el 1854, un home anomenat Gabriele Constantini va ser condemnat i executat.
La ciutat de Carrara va erigir una estàtua en honor de Pellegrino Rossi.

## Obra destacada
- Cours d'économie politique (1838–54)
- Traité de droit pénal (1829)
- Cours de droit constitutionnel (1866–67)
- Melanges d'économie politique, d'histoire et de philosophie (1857, 2 volumes)